# Cimetière de l'Est (Leipzig)
Pour les articles homonymes, voir Cimetière de l'Est.
Le cimetière de l'Est (Ostfriedhof Leipzig) est un cimetière situé à Leipzig en Allemagne. Il s'agit du deuxième cimetière communal en termes d'étendue. Il s'étend sous forme de parc sur 20 hectares depuis 1879, avec 38 000 sépultures. La chapelle du cimetière a été construite en 1902 par Otto Wilhelm Scharenberg. Plusieurs lieux mémoriels rappellent les victimes de guerre ou de crimes contre l'humanité sous le régime national-socialiste.

## Histoire
Ce cimetière se trouve à l'emplacement d'un ancien cimetière du village de Reudnitz et plus tard d'Anger-Crottendorf, rattachés désormais à Leipzig. Il s'appelle jusqu'en 1890 le cimetière de la Trinité (Trinitatis-Friedhof). Il est détruit par les bombardements alliés de la Seconde Guerre mondiale et sert de champ de pommes de terre et de légumes. En 1950, la chapelle reçoit un carillon en porcelaine de Meissen, développé par Emil Paul Börner. Les cloches ont un diamètre de 19,8 à 31 cm. Elles peuvent être entendues tous les jours à 9h, 12h, 15h et 18h.
Il existe un carré musulman depuis 1997. Le cimetière est devenu un cimetière naturel depuis 2015.

## Lieux mémoriels
Divers lieux et monuments de mémoire ont été installés dans ce cimetière depuis le milieu du XXe siècle :

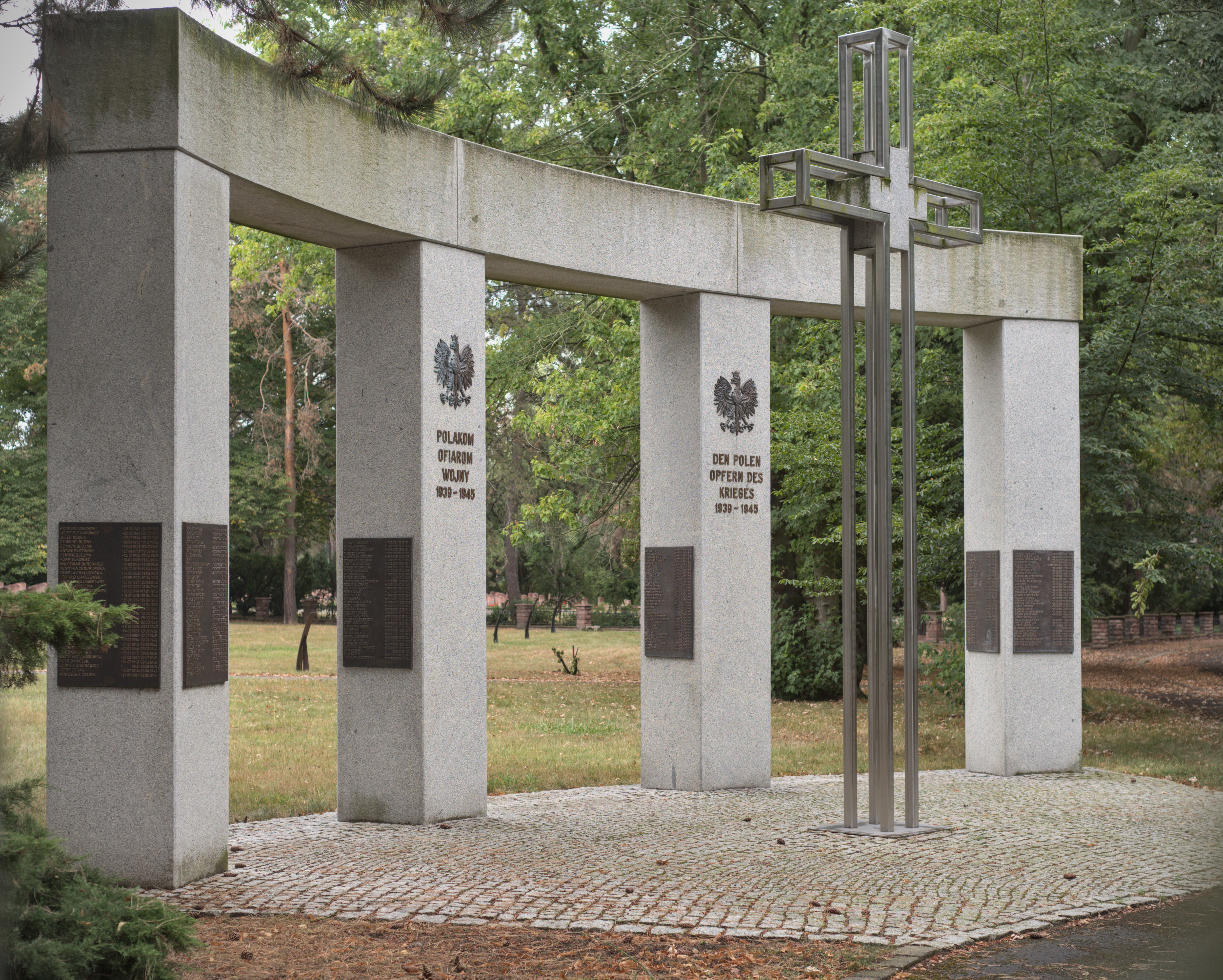
Monument des victimes de guerre de Pologne
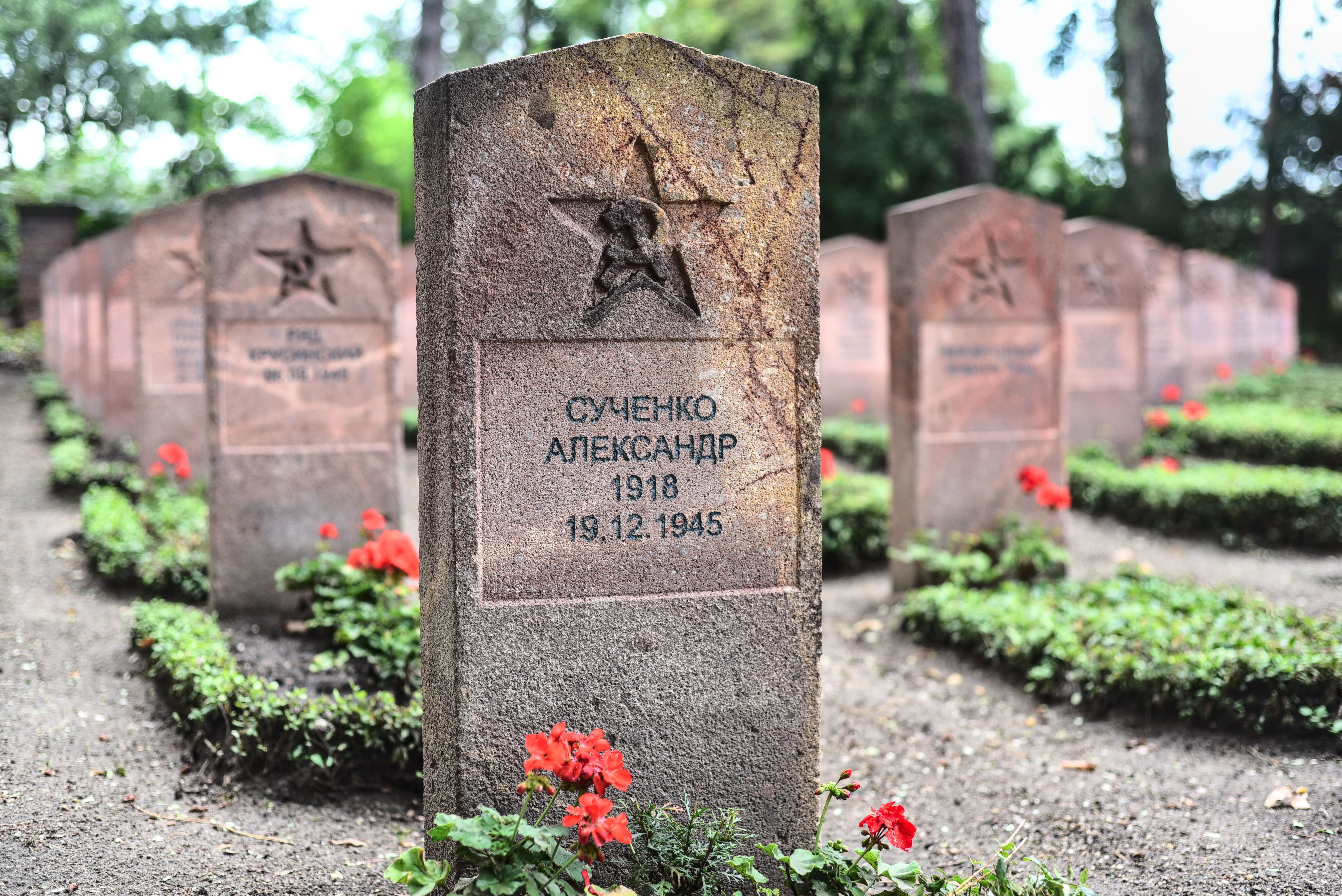
Cimetière militaire soviétique
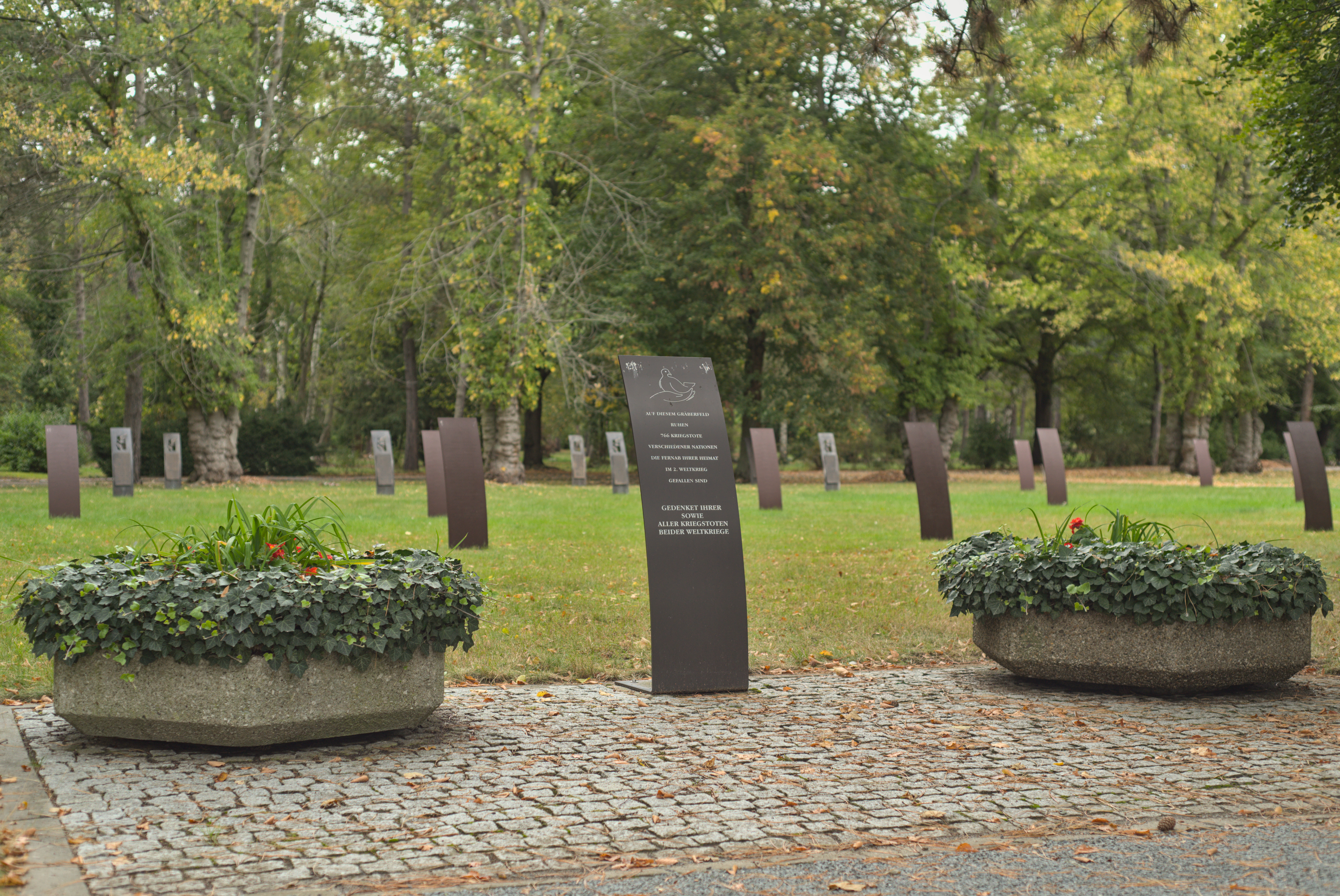
Cimetière de 766 victimes de guerre de différentes nations.
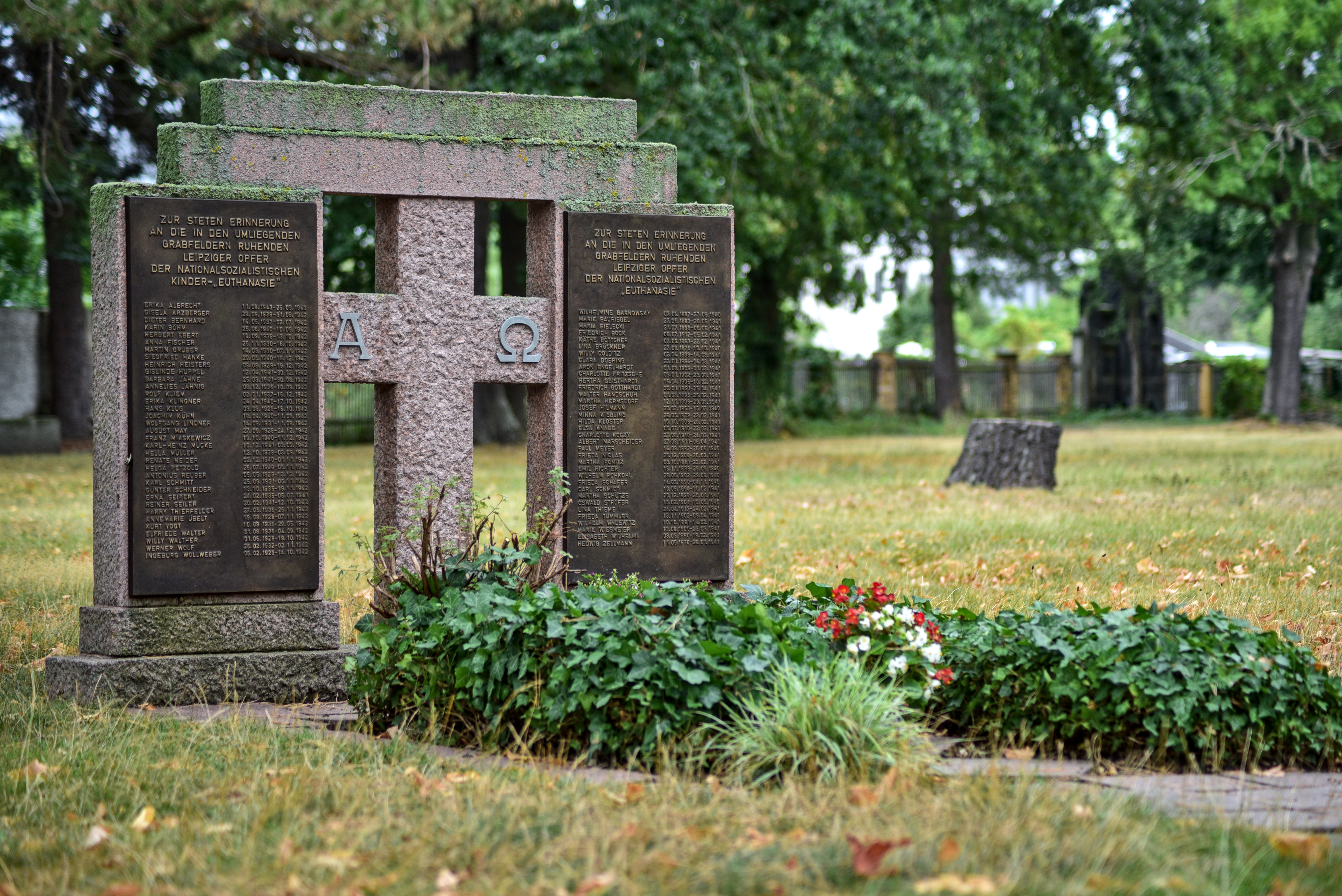
Monument aux victimes de l'euthanasie
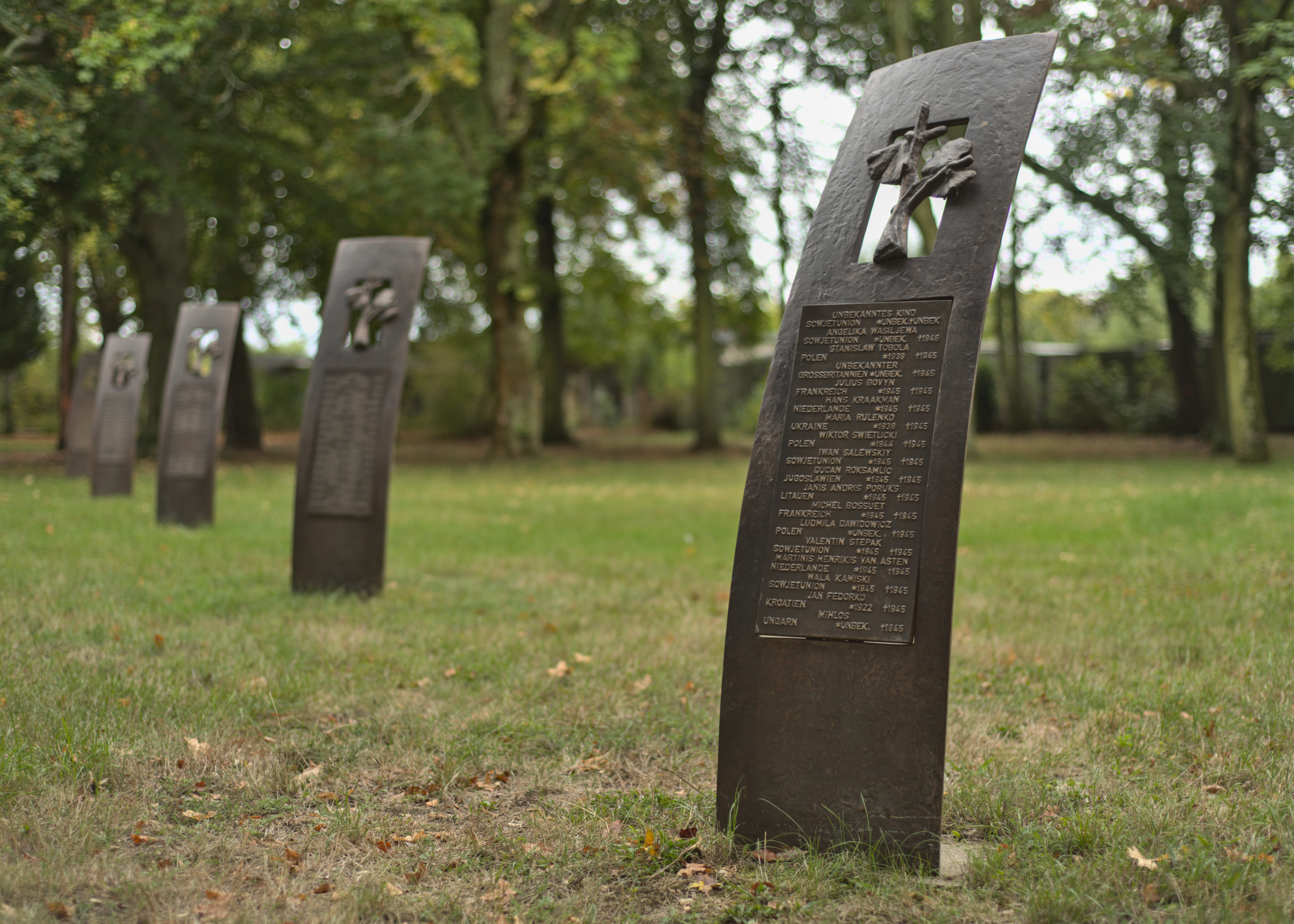
Cimetière militaire des soldats italiens
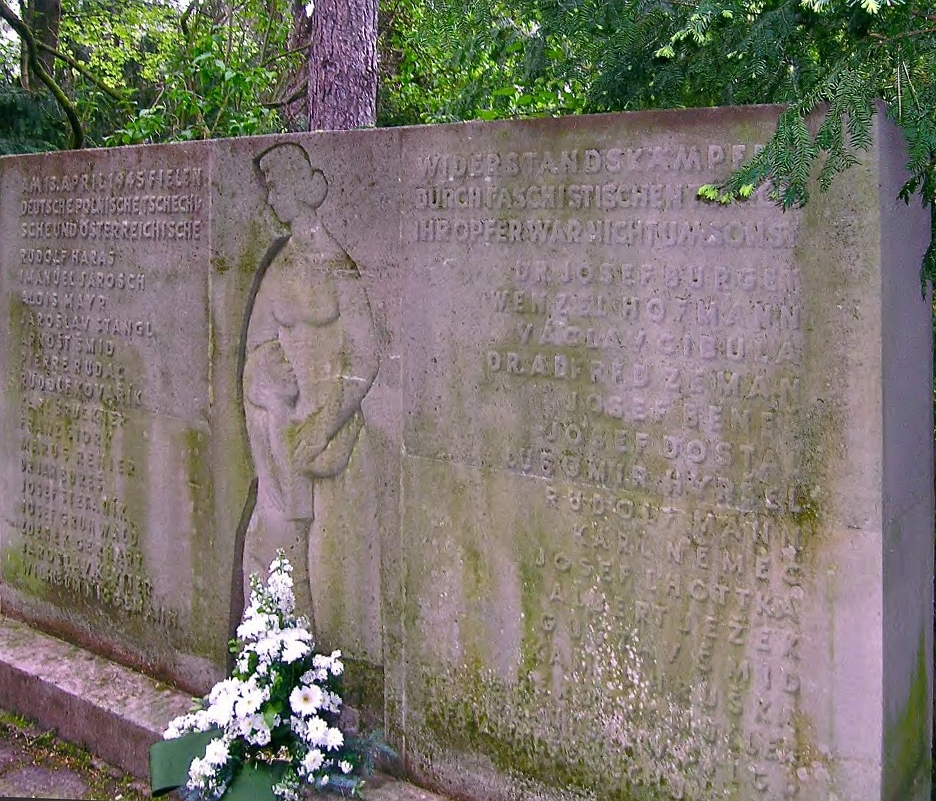
Monument pour le massacre du 13 avril 1945

- Cimetière militaire soviétique des soldats de l'Armée rouge pendant la Seconde Guerre mondiale.
- Cimetière de guerre de 766 victimes de différentes nations pendant la Seconde Guerre mondiale.
- Lieu de mémoire pour les travailleurs forcés sous le Troisième Reich (notamment pour l'HASAG)
- Lieu de mémoire pour les déserteurs de la Wehrmacht.
- Cimetière militaire italien  de la Seconde Guerre mondiale.
- Monument aux morts des soldats polonais de la Seconde Guerre mondiale
- Monument aux morts dédié à 70 victimes (enfants et adultes) de l'euthanasie sous le régime national-socialiste à Leipzig (inauguré le 8 mai 2008)[1]

## Personnalités inhumées

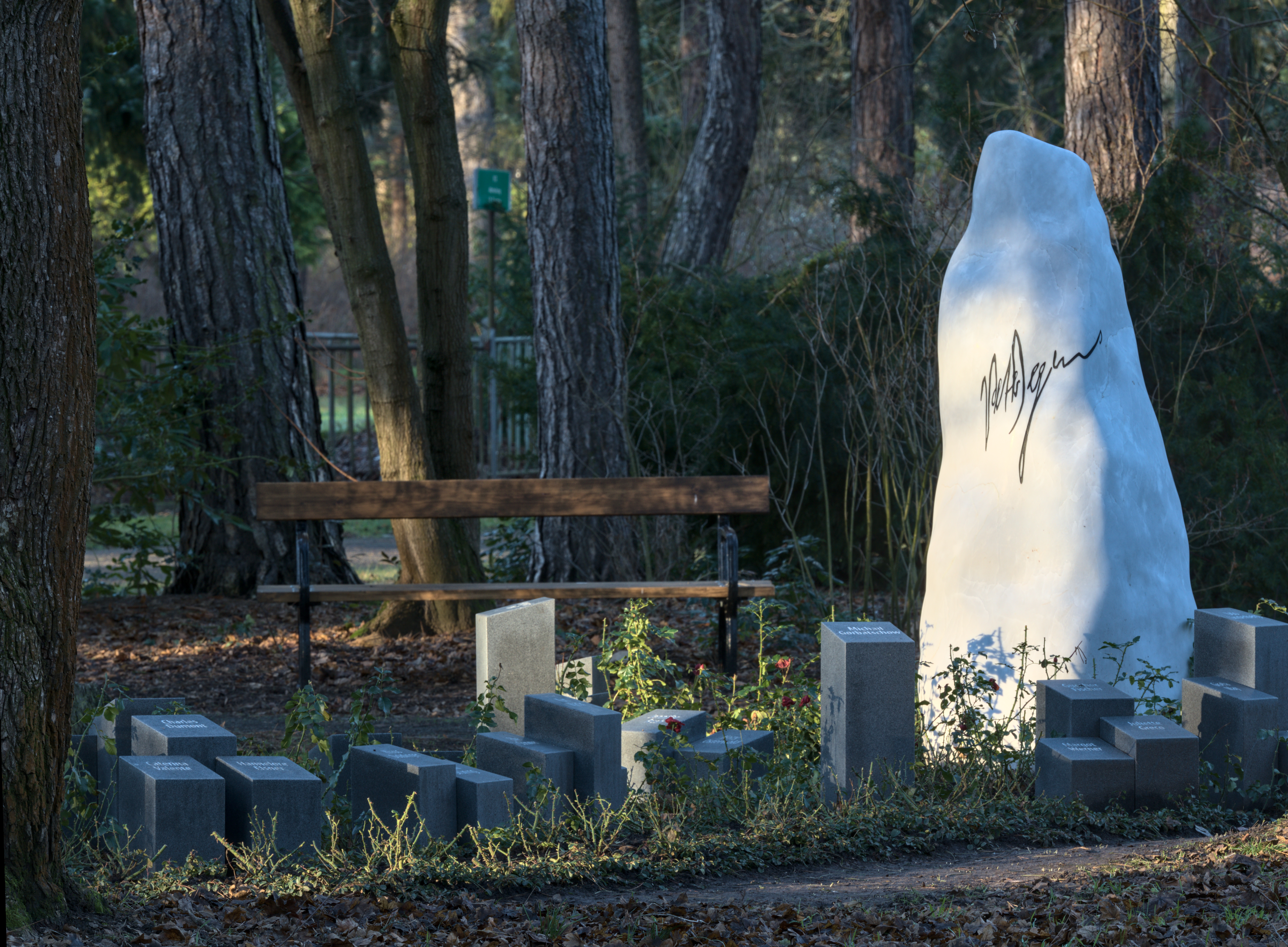
Sépulture de Peter Degner (div. IX, 1).

Bien que la plupart des personnalités de Leipzig soit enterrées au cimetière du Sud, certaines ont trouvé ici leur dernière demeure:
- Hermann Eduard Förster (1861-1933), facteur de piano (Pianofabrik Förster)
- Max Borsdorff (1897-1917), imprimeur et cofondateur de la Ligue spartakiste de Leipzig
- Felix Skoda (de) (1894-1969), peintre
- Peter Degner (de) (1954-2020), fondateur des concerts annuels Classic Open (1994-2017) sur la place du Marché de Leipzig[2]